# Herennia etruscilla
Pour les articles homonymes, voir Herennia Etruscilla.
Espèce
Statut de conservation UICN

 LC  : Préoccupation mineure
Herennia etruscilla est une espèce d'araignées aranéomorphes de la famille des Araneidae.

## Distribution
Cette espèce est endémique de Java en Indonésie.

## Description
Le mâle holotype mesure 4,7 mm et la femelle paratype mesure 15,8 mm, les mâles mesurent de 3,7 à 4,7 mm et les femelles de 12,4 à 15,8 mm.

## Systématique et taxinomie
Cette espèce a été décrite par Kuntner en 2005.

## Étymologie
Cette espèce est nommée en référence à Herennia Etruscilla, l'épouse de l'empereur Dèce.

## Publication originale
- Kuntner, 2005 : « A revision of Herennia (Araneae:Nephilidae:Nephilinae), the Australasian coin spiders. » Invertebrate Systematics, vol. 19, no 5, p. 391–436.